# دمیتری تورگووانوف
دمیتری تورگووانوف (روسی: Дмитрий Николаевич Торгованов؛ زادهٔ ۵ ژانویهٔ ۱۹۷۲) بازیکن هندبال اهل روسیه بود.